# Belong Together
«Belong Together» —en español: «Pertenecen juntos»— es una canción del cantautor estadounidense Mark Ambor, lanzado originalmente el 25 de febrero y el 16 de agosto de 2024 a través de su álbum de estudio Rockwood. La canción se volvió viral en TikTok antes de su lanzamiento, convirtiéndose en su primer sencillo en las listas, alcanzando el top 10 en Austria, Alemania, Irlanda y Suiza, así como el top 40 en Australia, los Países Bajos, Noruega y el Reino Unido.

## Antecedentes
Antes de su lanzamiento, Ambor había estado provocando la canción durante semanas en su cuenta de TikTok. Dos versiones de la canción se volvieron virales en la plataforma. La canción alcanzó el top 40 en la lista de sencillos del Reino Unido y en muchos otros países en marzo de 2024.

## Posicionamiento en listas
| Semanales                                           | Mejor posición |
| --------------------------------------------------- | -------------- |
| Australia (ARIA)                                    | 18             |
| Austria (Ö3 Austria Top 40)                         | 5              |
| Bélgica (Flandes) (Ultratop 50)                     | 1              |
| Bélgica (Valonia) (Ultratop 50)                     | 14             |
| Canadá (Canadian Hot 100)                           | 24             |
| CEI (Tophit)                                        | 40             |
| Croatia International Airplay (Top lista)           | 21             |
| República Checa (Rádio Top 100)                     | 7              |
| Dinamarca (Tracklisten)                             | 27             |
| Estonia Airplay (TopHit)                            | 1              |
| Francia (SNEP)                                      | 30             |
| Alemania (Offizielle Deutsche Charts)               | 7              |
| Global 200 (Billboard)                              | 21             |
| Greece International (IFPI)                         | 64             |
| Irlanda (IRMA)                                      | 6              |
| Italia (FIMI)                                       | 87             |
| Latvia Airplay (LAIPA)                              | 13             |
| Lebanon Airplay (Lebanese Top 20)                   | 15             |
| Lituania (AGATA)                                    | 41             |
| Lithuania Airplay (TopHit)                          | 39             |
| Luxemburgo (Billboard)                              | 14             |
| Países Bajos (Dutch Top 40)                         | 1              |
| Países Bajos (Mega Single Top 100)                  | 4              |
| Nueva Zelanda (Recorded Music NZ)                   | 20             |
| Noruega (VG-lista)                                  | 7              |
| Polonia (Polish Airplay Top 100)                    | 1              |
| Polonia (Polish Streaming Top 100)                  | 59             |
| Portugal (AFP)                                      | 61             |
| Romania Airplay (TopHit)                            | 65             |
| San Marino (SMRRTV Top 50)                          | 5              |
| Sudáfrica (Billboard)                               | 24             |
| España (Top 100 Canciones)                          | 95             |
| Suecia (Sverigetopplistan)                          | 12             |
| Suiza (Schweizer Hitparade)                         | 5              |
| Turkey International Airplay (Radiomonitor Türkiye) | 3              |
| Ukraine Airplay (TopHit)                            | 9              |
| Reino Unido (UK Singles Chart)                      | 11             |
| Reino Unido (UK Indie Chart)                        | 40             |
| US Billboard Hot 100                                | 74             |
| US Adult Pop Airplay (Billboard)                    | 11             |
| US Pop Airplay (Billboard)                          | 18             |

| Mensuales                      | Mejor posición |
| ------------------------------ | -------------- |
| CIS Airplay (TopHit)           | 45             |
| Czech Republic (Rádio Top 100) | 18             |
| Estonia Airplay (TopHit)       | 3              |
| Lithuania Airplay (TopHit)     | 50             |
| Romania Airplay (TopHit)       | 69             |
| Slovakia (Rádio Top 100)       | 1              |
| Ukraine Airplay (TopHit)       | 12             |